# Barnasapkás pitta
A barnasapkás pitta (Pitta brachyura) a madarak osztályának verébalakúak (Passeriformes)  rendjébe és a pittafélék (Pittidae) családjába tartozó faj.

## Rendszerezése
A fajt Carl von Linné svéd természettudós írta le 1766-ban, a Corvus nembe Corvus brachyurus néven.

## Előfordulása
Dél-Ázsiában, Banglades, Nepál, Pakisztán és  India területén honos, vonulása során Srí Lankáig is eljut. Természetes élőhelyei a szubtrópusi vagy trópusi síkvidéki és hegyi esőerdők, cserjések, valamint vizes élőhelyek, ültetvények, vidéki kertek és városias környezet. Vonuló faj.

## Megjelenése
Testhossza 18 centiméter, testtömege 47-66 gramm. A nemek hasonlóak. Fekete szemsávja van, háta sötétzöld, melle és hasa piszkos sárga.
|  |

## Életmódja
Szívesebben ugrál, mint repül. Gyümölcsökkel, rovarokkal és magokkal táplálkozik.

## Természetvédelmi helyzete
Az elterjedési területe nagyon nagy, egyedszáma ugyan csökken, de még nem éri el a kritikus szintet. A Természetvédelmi Világszövetség Vörös listáján nem fenyegetett fajként szerepel.